# Karl August Hagberg
Karl August Hagberg, född den 3 oktober 1865 i Uppsala, död den 24 januari 1944 på Lidingö, var en svensk litterär översättare, son till Theodor Hagberg, bror till Louise Hagberg och Augusta Hagberg.
Hagberg blev student vid Uppsala universitet 1884, vistades 1888–1890 i utlandet, bland annat i Spanien och Frankrike, inträdde 1891 i pressen och var från september 1892 anställd i Aftonbladets redaktion samt från 1908 medlem av Svenska akademiens Nobelinstitut (för italiensk litteratur, från 1910 även för spansk). 
Hagberg gjorde sig känd som framstående poetisk översättare och utgav Främmande dikter tolkade på svenska (1900), Echegarays Den store Galeotto (1902), för vilken tolkning han 1903 av Vetenskapsakademien erhöll Letterstedtska översättningspriset, Racines Fedra (1906), Lope de Vegas Järnvattnet i Madrid (i samband med en skildring av Lope de Vegas liv och diktning, 1907), Modärna trubadurer: ur nykatalansk diktning i våra dagar (1917) och J. Benaventes marionettskådespel De skapade intressena (1922). Han fullbordade även sin fars översättning av Calderóns Den ståndaktige prinsen (utgiven 1904).
Karl August Hagberg är begravd på Norra begravningsplatsen utanför Stockholm.

## Priser och utmärkelser
- 1903 – Letterstedtska priset för översättningen av Echegarays drama Den store Galeotto
- 1925 – Letterstedtska priset för översättningen av Tirso de Molinas Förföraren från Sevilla